# Luis Ramírez de Lucena
Luis Ramírez de Lucena (vers 1465 - vers 1530) fou un jugador i escriptor d'escacs castellà, que va escriure el més antic dels llibres impresos d'escacs moderns actualment conservat: Repetición de Amores et Arte de Axedrez con CL Juegos de Partido, publicat a Salamanca el 1497, i del qual n'existeixen actualment al voltant d'una dotzena de còpies.

## Biografia
Hi ha poques dades sobre la vida de Lucena, tot i que és considerat per algunes fonts el millor jugador d'escacs de les darreries del segle xv. Probablement era un jueu convers, i se sap que va estudiar a la Universitat de Salamanca. Fins i tot s'ha dit que podria haver estat la persona en qui Fernando de Rojas s'inspirà per al Calisto de La Celestina.

## Repetición de Amores et Arte de Axedrez con CL Juegos de Partido

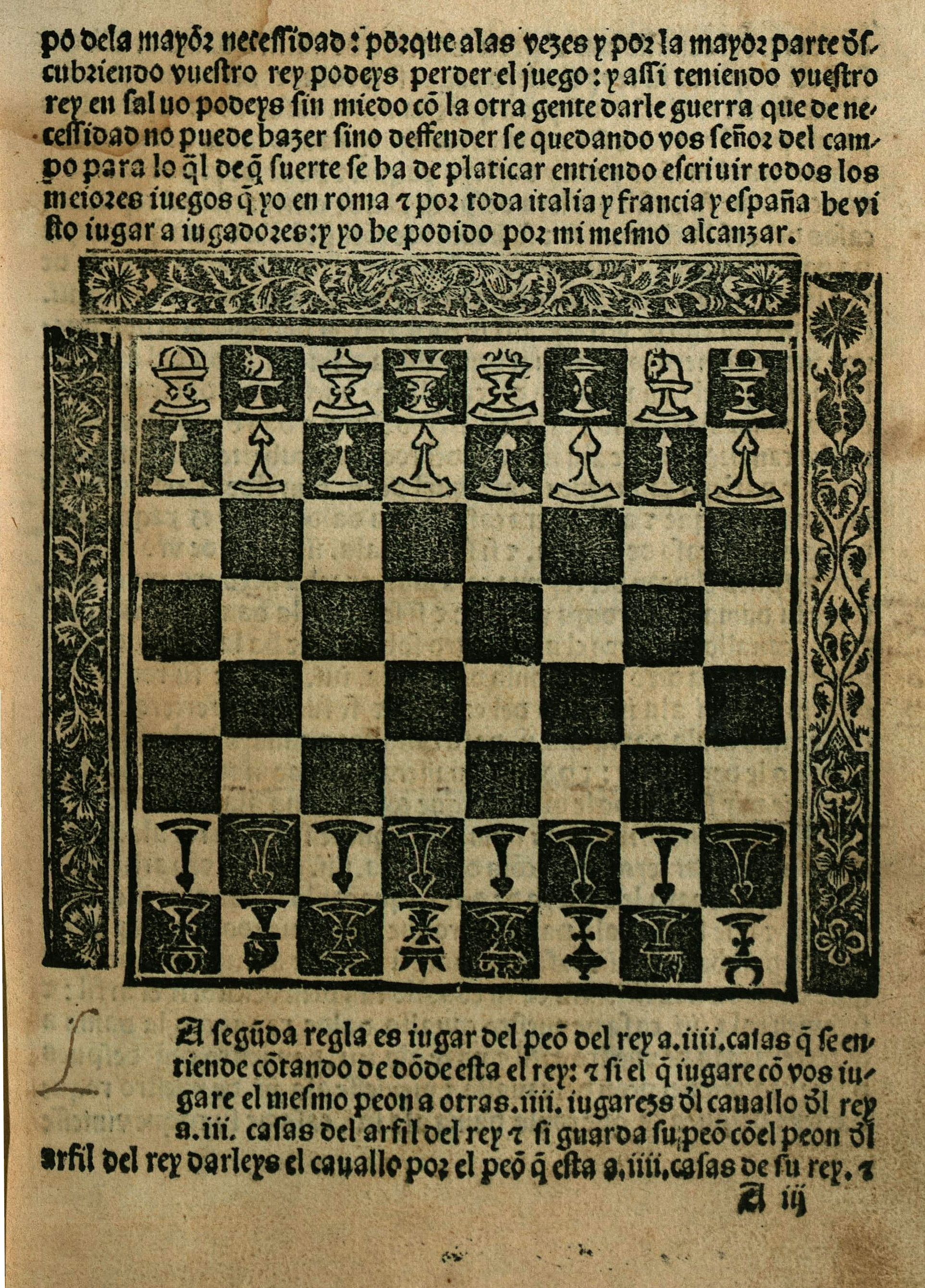
Una pàgina del llibre de Lucena

El llibre conté anàlisis sobre onze obertures d'escacs, tot i que inclouen diversos errors elementals, cosa que ha dut l'historiador dels escacs Harold Murray a suggerir que 
es va preparar a correcuita. El llibre va ser escrit quan les regles dels escacs estaven encara començant a prendre la seva forma moderna, de manera que algunes de les 150 posicions que hi ha al llibre es corresponen amb les normes antigues, i algunes altres amb les noves.
El llibre és, probablement, una recopilació, ja que inclou una gran riquesa d'idees tenint en compte el baix grau de desenvolupament de la teoria escaquística a l'època. Això no obstant, el recopilador havia necessàriament de tenir un elevat grau de coneixement del joc, i és per això que Lucena és considerat un dels més grans jugadors d'escacs del segle xv.
El portuguès Pedro Damiano va emprar aquesta obra de Lucena com a font per escriure Il libro da imparare a giocare a scacchi et de li partiti publicat a Roma el 1512.
La Posició de Lucena, una posició clau en la teoria de finals de torre i peó, és anomenada així en honor seu, malgrat que, de fet, no apareix al seu llibre (fou publicada per primer cop el 1634 per Alessandro Salvio.) En canvi, el mat de la coça, que comunament es relaciona amb el llegat de Philidor, sí que és al llibre.

## La seva importància en els escacs
A finals del segle xv les regles actuals dels escacs ja havien aparegut però encara no estaven unificades, i en cada lloc es jugava amb matisos més o menys diferents. En aquesta època Luis de Lucena va compondre un llibre en el qual per primera vegada apareixien unificades totes les regles dels escacs, que són amb les que es juga actualment. Portava per títol Repetició d'amors i art d'escacs, amb 150 jocs de partit, i la primera edició va aparèixer a Salamanca en 1497. També incloïa les regles antigues.
És de suposar que es tracta d'un recull, ja que la seva riquesa d'idees és sorprenent, i si són obra de Lucena, caldria considerar-lo el major geni escaquístic de tots els temps. Tanmateix, la seva recopilació mostra un coneixement dels secrets del joc que el converteixen, segurament, en un dels més grans escaquistes del seu temps.
Lucena va enunciar més o menys succintament els principals plantejaments actuals: el Giuoco piano de l'obertura italiana, l'obertura Ruy López, la del peó de dama, el gambit de rei, les defenses que avui es coneixen amb el nom de Philidor, Petrov, la francesa, l'holandesa, els fianchettos de rei i de dama, l'obertura d'alfil, i altres que posteriorment s'ha atribuït a escaquistes més moderns.

Inclou les idees fonamentals del desenvolupament de les peces, els problemes de l'avanç dels peons, sobretot els de l'enroc, la importància d'ocupar el centre, la d'obrir línies per als alfils, la torre i la dama.